# ريموند ندونغ سيما
ريموند ندونغ سيما (من مواليد 23 يناير 1955  ) هو سياسي غابوني شغل منصب رئيس وزراء الجابون الانتقالي من سبتمبر 2023 إلى مايو 2025. وكان رئيسًا للوزراء في الفترة من فبراير 2012 إلى يناير 2014.